# Parque Nacional Histórico
Os  monumentos haitianos do Parque Nacional Histórico datam do século XIX, quando o Haiti declarou a sua independência. A Cidadela em particular, o palácio de Sans-Souci,e Ramiers servem como símbolos universais de liberdade, sendo os primeiros monumentos construídos por escravos negros que tinham ganho a sua liberdade.

## Ver Também
- Cidadela
- Palácio de Sans-Souci
- Ramiers